# Турецька ангора
Турецька ангора, Ангорська (англ. Turkish angora, TUA)  — порода кішок, що вважається найдавнішою з довгошерстих порід.

## Історія
Сформувалася вона на території Туреччини. Назву свою одержала від міста Ангора (нині Анкара). Ця порода вважається предком перської кішки. У Європі турецька ангора з'явилася приблизно наприкінці XVI століття й називалася ще й перською, оскільки відмінностей між породами не існувало. Відомо, що довгошерстих кішок білого кольору тримали в королівських палацах у Франції, Англії та інших європейських країнах. Саме така кішка була улюбленицею кардинала Рішельє. Багато ангорських кішок було завезено й у Росію, де їх тримали в купецьких будинках. У Європі, у результаті чисельної переваги перського типу кішок, ангорська порода зникла. На сході США зайнялися відновленням породи. Для цього були вивезені кішки з Туреччини зі Стамбульського зоопарку, де збереглося поголів'я турецьких ангорів білого кольору. Звідси кішки поширилися по цілому світі. Сьогодні CFA приймає до реєстрації тільки тих ангорів, у родоводах яких є предки зі Стамбульського зоопарку. У Європі протягом тривалого часу надавали перевагу тваринам тільки з білим забарвленням. В Америці ж любителі стали розводити ангорських кішок інших забарвлень, які почали завойовувати не меншу, ніж білі, популярність. Американський тип ангори відрізняється від європейського, оскільки при вдосконалюванні породи до останньої доливали кров довгошерстих орієнталів. Американський тип відрізняється довгими лініями, великими вухами, але майже не має коміра й «штанів». У Європі першими зареєстрували стандарт ангорської породи англійці, але їхні ангорські кішки дуже відрізнялися від аборигенних турецьких, оскільки перші тварини, пізніше перетворені на ангорів, з'явилися в приплодах орієнтальних білих кішок із блакитними очима.
У WCF порода була зареєстрована в 1986 році в білому варіанті, а в 1987 — у досить великій гамі кольорових забарвлень. У FIFE стандарт на ангору був прийнятий тільки в 1988 році, а кольорові забарвлення були визнані в 1994 році у дуже обмеженій кількості.

## Характер
Ангорські кішки — дуже привабливі тварини. Вони рухливі, активні, грайливі. Часто подають голос. Легко ладнають із дітьми. Мають спокійний, урівноважений характер. Легко адаптуються до умов навколишнього середовища.

## Розмноження
В ангорських кішок переважає біле забарвлення. Часто зустрічаються блакитні очі. При цьому кішки найчастіше глухі. Чорна цятка на голові в кошеняти свідчить про те, що воно може чути хоча б на одне вухо. У приплоді можуть з'являтися кошенята, забарвлені в інші кольори. Шерстний покрив формується довго — до двох років проте бувають винятки.

## Зовнішній вигляд
Кішки ангорської породи граційні й гнучкі, та одночасно міцні, мають середні розміри. Тіло видовжене, сильне, з міцним кістяком, пропорційне. Груди й плечі добре розвинені. Спина м'язиста. Поперек міцний. Хрестець трохи вищий, ніж плечі. Коти можуть бути трохи більшими, ніж кішки. Ноги довгі, міцні, масивні. Задні ноги довші, ніж передні. Лапи невеликі, округлі, витончені, з пасмами волосся між пальцями. Хвіст довгий, широкий біля основи й звужується до кінця. Уздовж вкритий довгим волоссям. Під час руху кішка розташовує хвіст горизонтально над спиною, майже торкаючись ним голови.
Голова має форму тонко загостреного клина, розміри — від маленького до середнього в балансі з довжиною тіла й кінцівками. Ніс середньої довжини, прямий, трохи скошений, без сіделки. Підборіддя міцне, м'яко заокруглене. Вуха великі, широкі в основі, гострі, установлені разом, високо на голові, вертикальні й щільні. Можуть бути китиці. Очі великі, мигдалеподібні, постава трохи навскіс. Колір очей може бути будь-якого відтінку: зеленого, золотого, золотаво-зеленого, мідного, блакитного або різних кольорів. За стандартами клубів США колір очей не пов'язаний із забарвленням. За стандартами європейських клубів очі кішки при будь-якому забарвленні — бурштинового кольору, у коричневих і сріблясто-чорних табі можуть бути зеленого або коричневого кольору. Тварини білого забарвлення мають очі блакитного, золотого кольору або інших кольорів. Однорідність і глибина кольору очей повинна бути взята до уваги як частина загальної оцінки. Глибшому, багатшому кольору надається перевага. Шия струнка, витончена й досить довга.
Шерсть без підшерстя. Довжина шерсті на тілі змінюється. На хвості й комірі повинна бути довгою, повною, тонкої текстури й мати шовковистий блиск. На голові й плечах — коротша. На животі може бути трохи хвилястою. На задніх ногах повинні бути «штани».

## Світлини

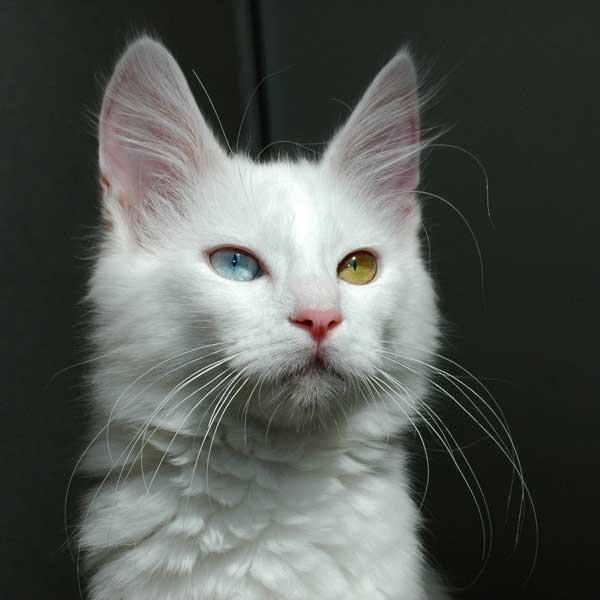
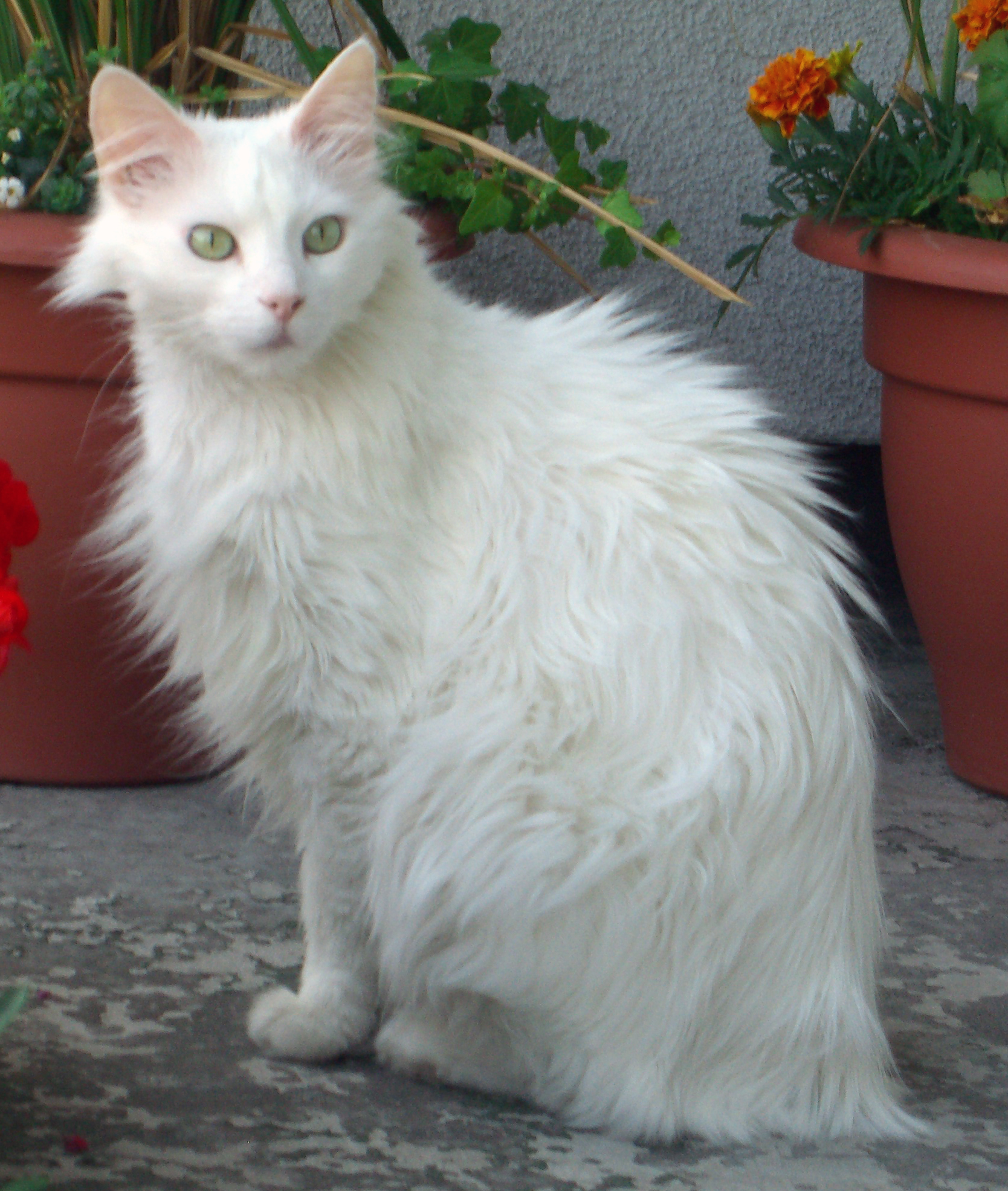
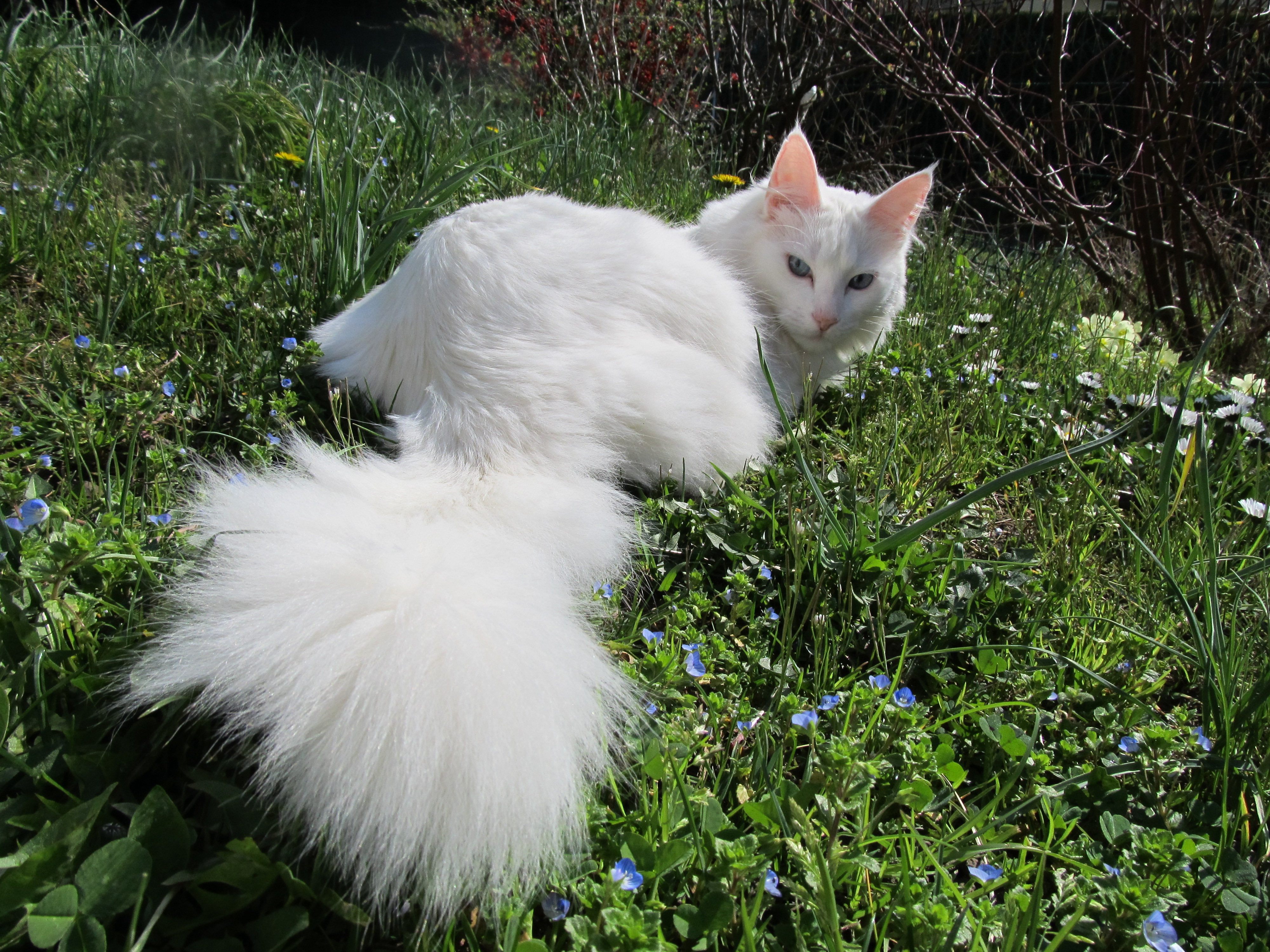
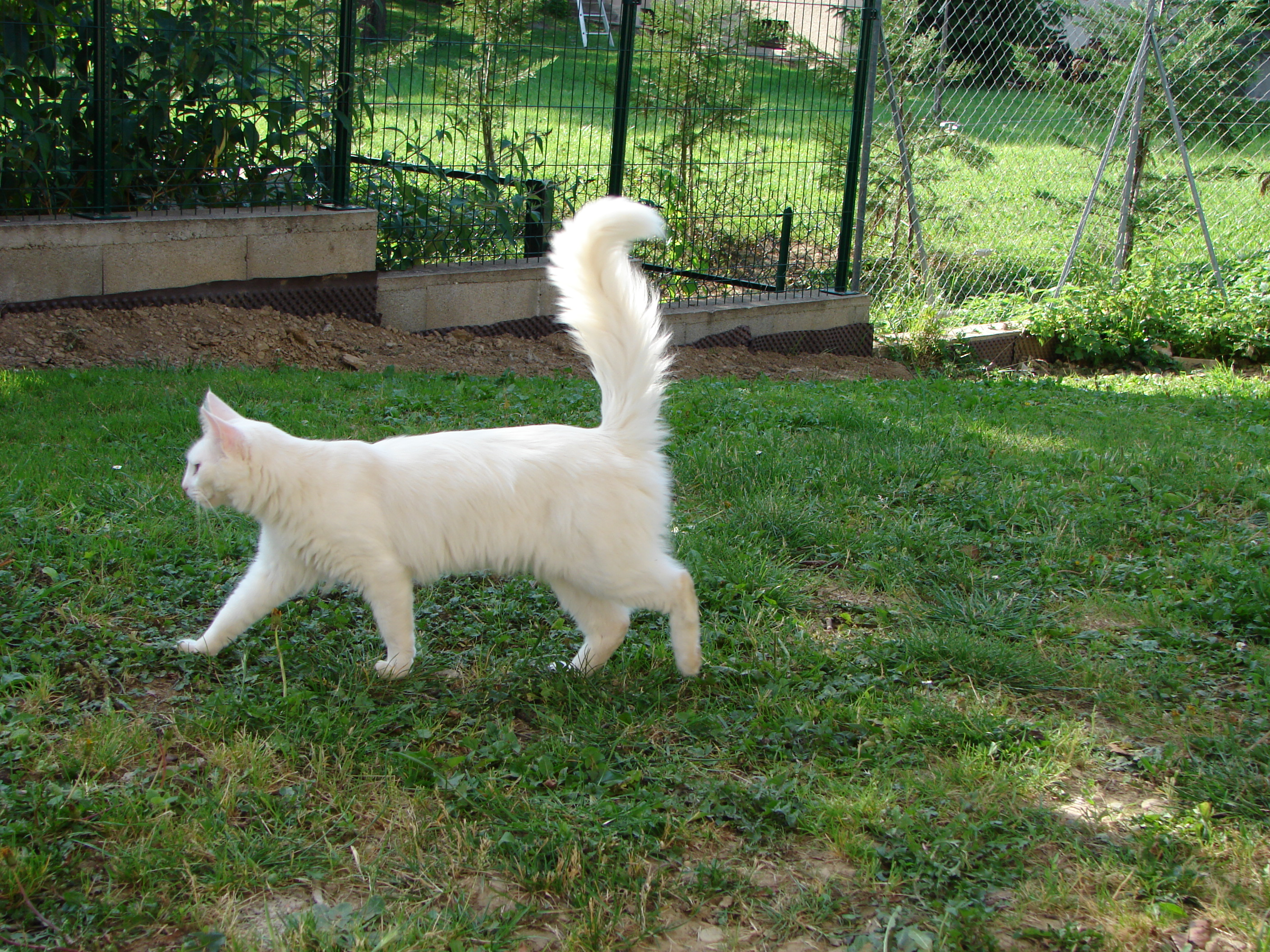
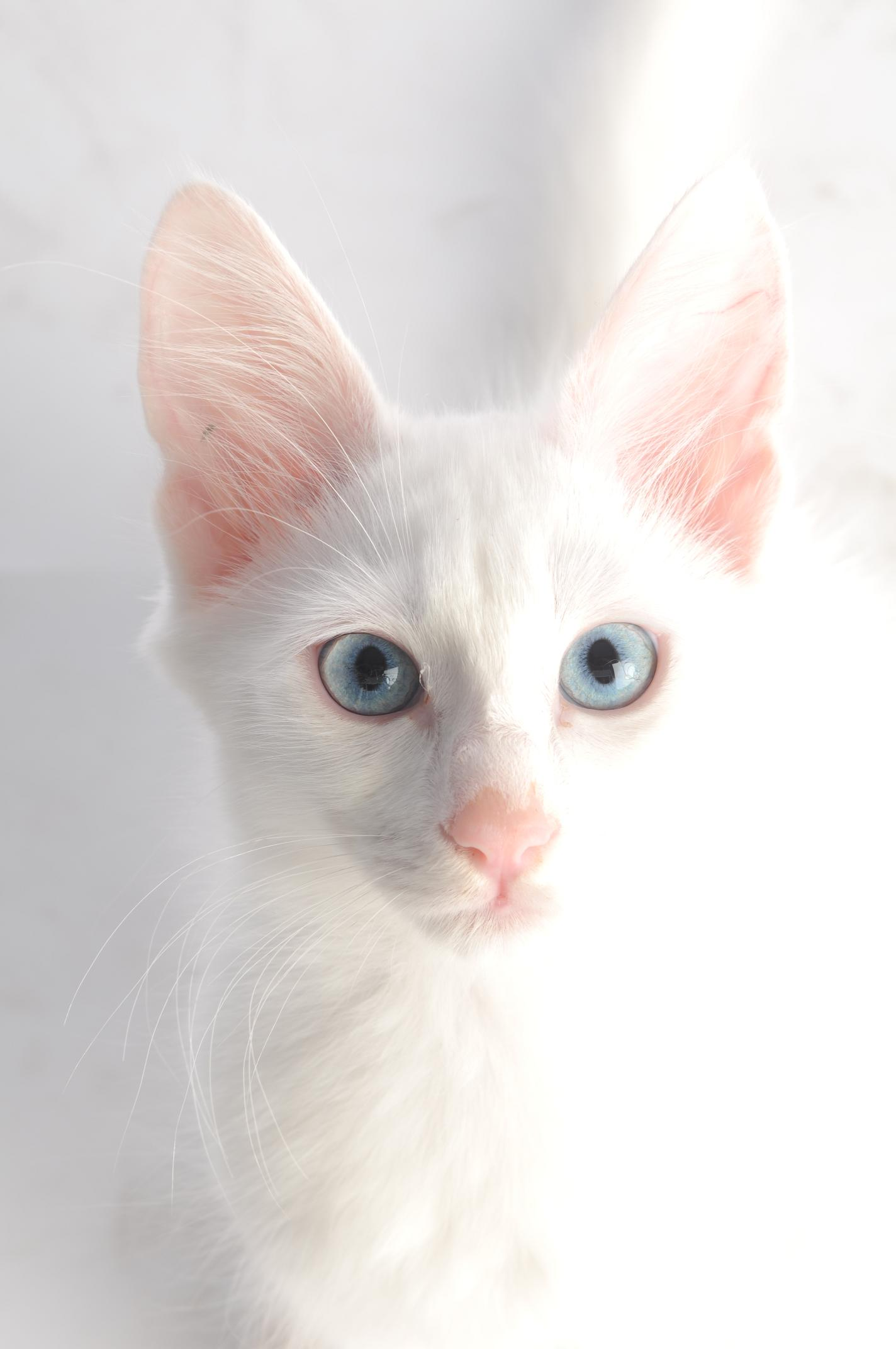

## Джерело
Заведия Т. Л. Сучасна енциклопедія любителя кішок: 1500 корисних порад фахівців. — Донецьк : БАО, 2004. — ISBN 966-548-910-0.

## Дивись також
- Ангорська коза